# Mateba Model 6 Unica
Mateba Model 6 Unica thường được biết với tên Mateba Autorevolver là loại súng lục bán tự động độc đáo do Emilio Ghisoni thiết kế vào những năm 1980 và được sản xuất với số lượng giới hạn bởi công ty Macchine Termo Balistiche.

## Thiết kế
Mateba Autorevolver sử dụng cơ chế nạp đạn bằng độ giật để tự động lên cò và xoay ổ đạn. Súng chia ra làm hai phần trên và dưới phần trên gồm ổ đạn và nòng, phần dưới chứa các bộ phận hoạt động như cò, búa điểm hỏa… Hai phần này được gắn với nhau thông qua một thanh trượt với một thanh truyền động và lò xo. Không giống như các loại súng ổ quay khác nòng súng nằm ở dưới ổ đạn chứ không phải ở trên. Khi bắn toàn bộ phần trên sẽ giật lùi lại tác động vào thanh truyền động, thanh truyền động này sẽ tác động vào một hệ thống để quay ổ đạn và lên cò sau đó lò xo sẽ đẩy phần trên trở về chỗ cũ.
Khi nạp đạn xạ thủ sẽ đẩy một cần phía sau ổ đạn bên trái súng và đẩy ổ đạn lên phía trên sau đó bẻ qua trái. Nếu có vỏ đạn cũ xạ thủ sẽ nhấn vào đầu xi lanh ở phía trước để đẩy các vỏ đạn cũ ra sau đó sẽ nạp các viên đạn mới vào. Nòng súng có thể tháo ráp dễ dàng với nhiều chiều dài khác nhau.
Và vì có cơ chế hoạt động phức tạp hơn các loại súng ổ quay truyền thống nên loại súng này nặng hơn nhưng được thiết kế ít giật hơn khi bắn. Cũng như do sử dụng cơ chế nạp đạn tự động nên độ tin cậy cũng được quan tâm, súng chỉ nên bắn loại đạn mà nhà sản xuất chỉ định nếu sử dụng loại đạn yếu hơn sẽ không tạo ra đủ độ giật để súng hoạt động, nhưng dù cơ chế tự động không hoạt động thì súng vẫn có thể bắn như các loại súng ổ quay bình thường vì khi bóp cò ổ đạn cũng sẽ xoay và lên cò để bắn nhưng sẽ nặng hơn nhiều.